# Dersansari
Dersansari is een bestuurslaag in het regentschap Semarang van de provincie Midden-Java, Indonesië. Dersansari telt 2262 inwoners (volkstelling 2010).